# Ruth Klüger

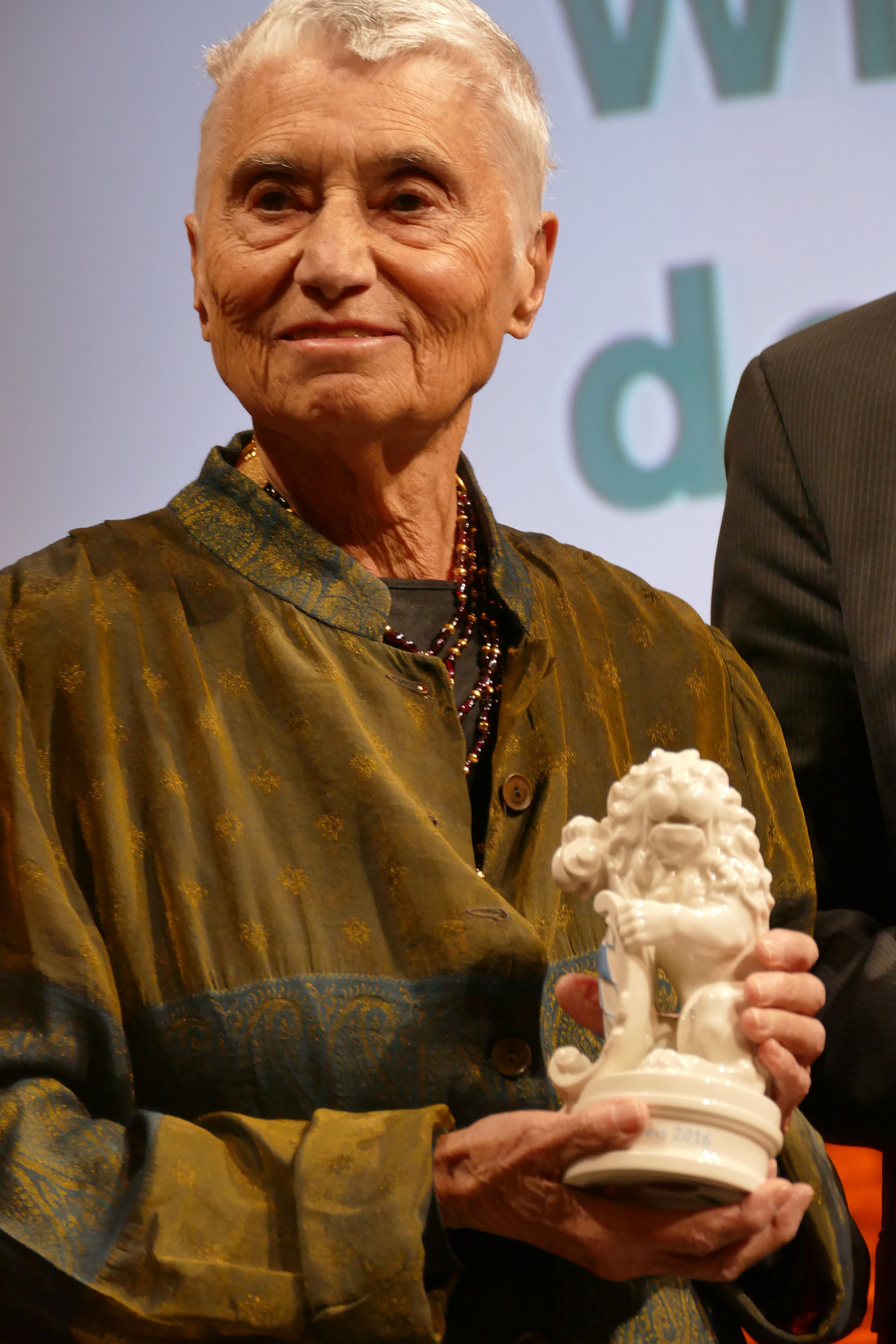
Ruth Klüger (2016)

Susanne Ruth Klüger, früherer Ehename Ruth K. Angress oder Ruth Angress (geboren am 30. Oktober 1931 in Wien, Österreich; gestorben am 5. Oktober 2020 in Irvine, Kalifornien, Vereinigte Staaten), war eine österreichisch-amerikanische Literaturwissenschaftlerin und Schriftstellerin sowie Überlebende des Holocausts.

## Leben
Ruth Klügers Mutter, die ein Kind aus erster Ehe hatte, kam aus einer wohlhabenden Ingenieursfamilie, ihr Vater war der sozialistische Frauen- und Kinderarzt Viktor Klüger. Bereits in ihrer Kindheit erlebte sie den Antisemitismus und die systematische Ausgrenzung der Juden aus dem öffentlichen Leben in ihrer Heimatstadt, auch in ihrer eigenen Familie: Ihr Vater musste nach dem Anschluss Österreichs 1938 nach Frankreich fliehen, er wurde 1944 im KZ Auschwitz vergast. Ihr Halbbruder Jiří wurde 1941 aus Prag nach Riga deportiert und dort in einem Massaker von den Deutschen erschossen.
1942 wurde Klüger im Alter von elf Jahren gemeinsam mit ihrer Mutter ins KZ Theresienstadt deportiert. Anschließend war sie im Theresienstädter Familienlager des KZ Auschwitz-Birkenau und danach in Christianstadt, einem Außenlager des KZ Groß-Rosen. 1945 gelang ihr die Flucht noch kurz vor dem Kriegsende. Nach dem Krieg lebte sie mit ihrer Mutter im bayerischen Straubing in der Amerikanischen Besatzungszone, wo sie ein Notabitur ablegte. Diese Jugend beschreibt sie in ihrer 1992 erschienenen und viel beachteten Autobiographie weiter leben.

1946 nahm Klüger im Alter von 15 Jahren ein Studium an der damaligen Philosophisch-theologischen Hochschule in Regensburg auf. Ein Studienkollege war Martin Walser, den sie in weiter leben in der Figur des Christoph darstellte. Die Freundschaft, die sich aus dem Studium entwickelte, beendete Klüger 2002 durch einen Offenen Brief an Walser nach dem Erscheinen seines Romans Tod eines Kritikers. Klüger emigrierte mit ihrer Mutter 1947 in die USA und studierte in New York Bibliothekswissenschaften und Germanistik an der University of California, Berkeley. Das Studium schloss sie 1952 mit dem Master of Arts ab. In den fünfziger Jahren war Ruth Klüger mit dem Historiker Werner Angress verheiratet. Aus der Ehe gingen zwei Söhne hervor: Percy und Dan. Obwohl die Ehe nicht lange hielt, publizierte Klüger bis in die 1980er Jahre unter dem Namen Ruth K. Angress. 1967 promovierte sie beim Barockforscher Blake Spahr. Der Titel ihrer Dissertation lautete The Development of the German Epigram in the 17th Century.

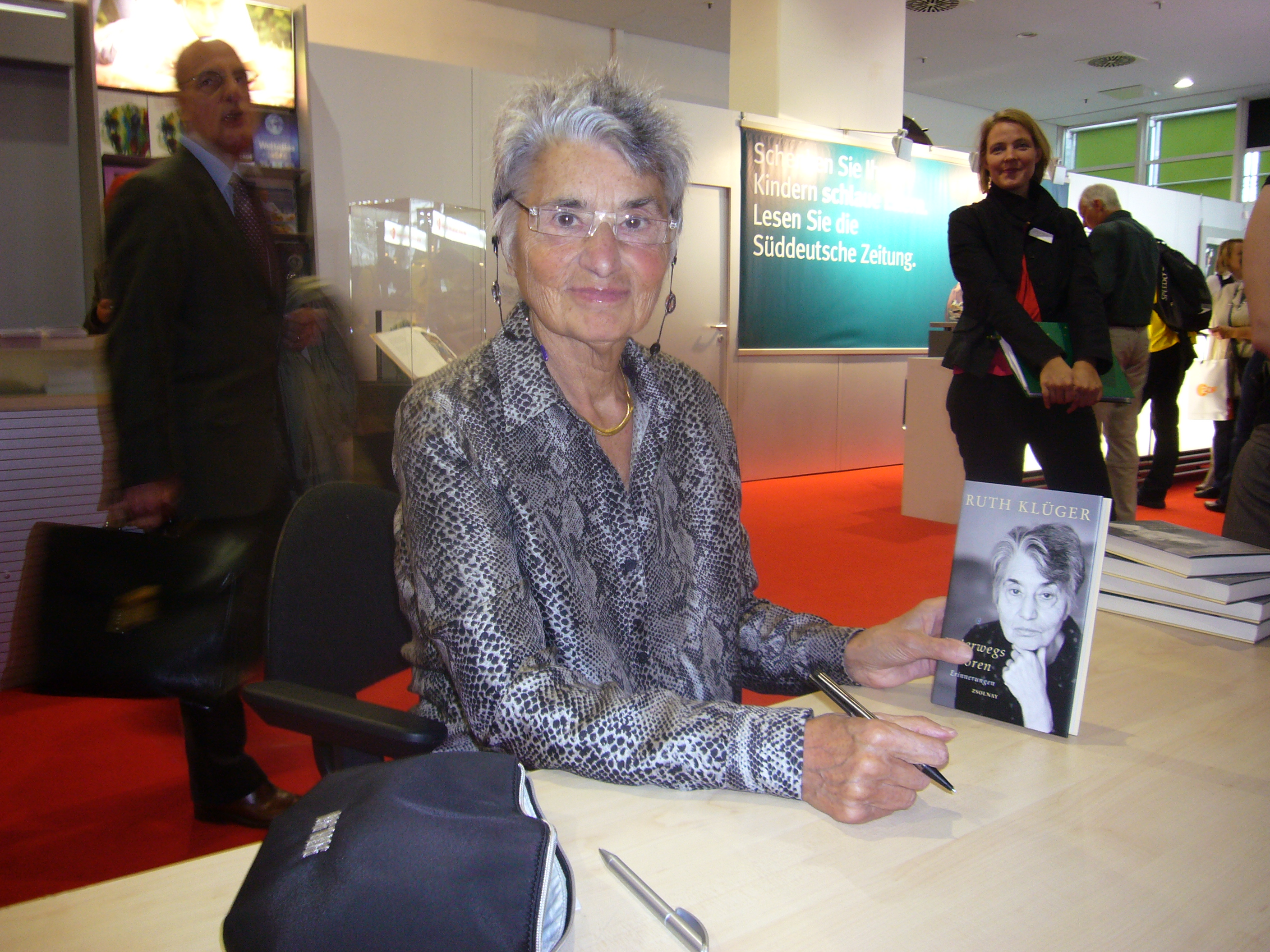
Ruth Klüger mit ihrem Buch unterwegs verloren, 2008

Von 1980 bis 1986 war sie Professorin an der Princeton University und danach Professorin für Germanistik an der University of California in Irvine sowie seit 1988 Gastprofessorin an der Georg-August-Universität Göttingen. Klüger lebte abwechselnd in Irvine und in Göttingen. Sie befasste sich mit Heinrich von Kleist und war langjährige Herausgeberin der Zeitschrift German Quarterly. Ihre 1996 erschienene Essaysammlung Frauen lesen anders fand große Aufmerksamkeit in der Öffentlichkeit. 2005 war Ruth Klüger Dozentin im Rahmen der Tübinger Poetik-Dozentur. Sie war Mitglied im PEN-Zentrum Deutschland und in der Else-Lasker-Schüler-Gesellschaft, Wuppertal. 2008 veröffentlichte Ruth Klüger unter dem Titel unterwegs verloren eine Fortsetzung ihrer Autobiographie, die sich den Jahren im amerikanischen Exil und danach widmet.
Das Literaturarchiv der Österreichischen Nationalbibliothek in Wien erwarb 2018 den Vorlass von Klüger in Form von elf Kisten aus Irvine und Göttingen. Neben literarischen Typoskripten, Dokumenten und Fotos zur Familiengeschichte sind auch verschiedene Korrespondenzen Teil des Vorlasses; u. a. der „über viele Jahre laufende Briefwechsel mit Martin Walser, den Ruth Klüger nach Erscheinen von Walsers gegen Marcel Reich-Ranicki gerichteten und von Klüger als antisemitisch eingeschätzten Roman ‚Tod eines Kritikers‘ abbrach.“.
Klüger starb im Oktober 2020 im Alter von 88 Jahren nach langer Krankheit in Kalifornien. Sie wurde am 11. Oktober 2020 auf dem Mount Sinai Memorial Park Cemetery in Hollywood Hills bestattet.

## Gedenkrede im Bundestag
Am 27. Januar 2016 hielt Ruth Klüger im Rahmen der Gedenkstunde zum Tag des Gedenkens an die Opfer des Nationalsozialismus im Deutschen Bundestag die Gedenkrede, in der sie ihre Erlebnisse als Zwangsarbeiterin im Konzentrationslager schilderte. Sie sprach dabei über ihre Gewissheit, dass die deutsche Zivilbevölkerung über die Ausbeutung durch Zwangsarbeit gewusst habe. Man könne darüber diskutieren, ob die Deutschen von den Massenmorden wussten, aber für das Thema Zwangsarbeit gäbe es diese Zweifel nicht. Ruth Klüger ging auch besonders auf das Thema der sexuellen Zwangsarbeit und deren besondere Härte ein. Sie beklagte, dass die davon betroffenen Frauen später häufig nicht als Zwangsarbeiterinnen eingestuft wurden und entsprechend keine Wiedergutmachung erhalten hätten. Am Ende der Rede lobte sie die Öffnung der deutschen Grenzen in der Flüchtlingskrise und bezeichnete Angela Merkels Satz Wir schaffen das als „heroisch“.

## Auszeichnungen
- 1993: Grimmelshausen-Preis; Rauriser Literaturpreis
- 1994: Marie Luise Kaschnitz-Preis
- 1997: Österreichischer Staatspreis für Literaturkritik
- 1997: Ehrengabe der Heinrich-Heine-Gesellschaft
- 1999: Thomas-Mann-Preis; Preis der Frankfurter Anthologie
- 2001: Bruno-Kreisky-Preis für das politische Buch
- 2003: Preis der Stadt Wien für Publizistik
- 2003: Ehrendoktorwürde der Universität Göttingen
- 2006: Roswitha-Preis
- 2007: Lessing-Preis des Freistaates Sachsen
- 2008: Hermann-Cohen-Medaille
- 2008: Bundesverdienstkreuz erster Klasse der Bundesrepublik Deutschland
- 2008: Wiener Frauenpreis
- 2010: Ehrenmedaille der Stadt Göttingen
- 2011: Theodor-Kramer-Preis[15]
- 2011: Donauland Sachbuchpreis Danubius[16]
- 2014: Brüder-Grimm-Preis der Philipps-Universität Marburg
- 2015: Paul-Watzlawick-Ehrenring[17][18]
- 2015: Ehrendoktorwürde der Universität Wien[18]
- 2016: Bayerischer Buchpreis – Ehrenpreis des Bayerischen Ministerpräsidenten[19]

## Veröffentlichungen

### Als Schriftstellerin
Ruth Klüger schrieb auch unter dem Namen Ruth Angress.
- weiter leben. Eine Jugend. Wallstein, Göttingen 1992, ISBN 3-89244-036-0; dtv, München 1994, ISBN 3-423-11950-0.
  - als Hörbuch: Autorenlesung, 6 MCs. Der HÖR Verlag DHV, München 1996, ISBN 3-89584-285-0; NA: Buch und CD. Wallstein, Göttingen 2008, ISBN 978-3-8353-0298-3.
  - Englisch: Still Alive: A Holocaust Girlhood Remembered. The Feminist Press at CUNY 2001, ISBN 1-55861-271-8.
- unterwegs verloren. Erinnerungen. Zsolnay, Wien 2008, ISBN 978-3-552-05441-7.[6]
- Zerreißproben. Kommentierte Gedichte. Zsolnay, Wien 2013, ISBN 978-3-552-05641-1.
- Gegenwind. Gedichte und Interpretationen. Paul-Zsolnay-Verlag, Wien 2018, ISBN 978-3-552-05882-8.

### Als Literaturwissenschaftlerin und Essayistin
- The Early German Epigram: A Study in Baroque Poetry. University Press of Kentucky 1971.
- Frauen lesen anders. Essays. dtv, München 1996, ISBN 3-423-12276-5.
- Katastrophen. Über deutsche Literatur. dtv, München 1997, ISBN 3-423-12364-8.
- Auf dem Weg zur dritten Strophe. Rezension des Deutschlandlieds von A. H. Hoffmann von Fallersleben. In: Frankfurter Allgemeine Zeitung, 28. März 1998.
- Dichter und Historiker: Fakten und Fiktionen (= Wiener Vorlesungen im Rathaus. Band 73). Picus, Wien 2000, ISBN 3-85452-373-4.
- Schnitzlers Damen, Weiber, Mädeln, Frauen (= Wiener Vorlesungen im Rathaus. Band 79). Picus, Wien 2001, ISBN 3-85452-379-3.
- Zwickmühle oder Symbiose: War Heinrich Heine ein Geisteswissenschaftler? (= Heidelberger Universitätsreden. Band 17). Müller, Heidelberg 2003, ISBN 3-8114-5120-0.
- Thomas Mann als Literaturkritiker. In: Michael Braun, Birgit Lermen (Hrsg.): „Man erzählt Geschichten, formt die Wahrheit.“ Thomas Mann: Deutscher, Europäer, Weltbürger. Peter Lang, Frankfurt am Main 2003, ISBN 3-631-38046-1, S. 25–32.[20]
- Ein alter Mann ist stets ein König Lear – Alte Menschen in der Dichtung (= Wiener Vorlesungen im Rathaus, Band 104). Picus, Wien 2004, ISBN 3-85452-504-4 (Vortrag anlässlich der Eröffnung des 6. Wiener Internationalen Geriatriekongresses Aktives Altern – Active Ageing am 21. Mai 2003, Vorwort von Hubert Christian Ehalt).
- Wien schreit nach Antisemitismus. In: Martin Doerry (Hrsg.): Nirgendwo und überall zu Haus. Gespräche mit Überlebenden des Holocaust. DVA, München 2006, ISBN 3-421-04207-1.
- Gelesene Wirklichkeit. Fakten und Fiktionen in der Literatur. Wallstein, Göttingen 2006, ISBN 3-8353-0026-1.
- Gemalte Fensterscheiben. Über Lyrik. Wallstein, Göttingen 2007, ISBN 3-89244-490-0.
- Was Frauen schreiben. Zsolnay, Wien 2010, ISBN 978-3-552-05509-4.
- Marie von Ebner-Eschenbach. Anwältin der Unterdrückten. Mandelbaum, Wien 2016, ISBN 978-3-85476-521-9.

## Filme
- Thomas Mitscherlich: Reisen ins Leben. Weiterleben nach einer Kindheit in Auschwitz. 1996.[21]
- Renata Schmidtkunz: Ich komm’ nicht von Auschwitz her, ich stamm’ aus Wien – Ruth Klüger im Portrait. Uraufführung am 1. März 2005 in Wien. Produktion von 3sat, ORF und Bayern alpha Österreich, 2005.[22]
- Renata Schmidtkunz: Das Weiterleben der Ruth Klüger. Dokumentation. 83 Minuten, 2011.[23][24]